# Deux maisons, 6-8 rue Saint-Jean (Lamballe)
Les deux maisons sont situées à Lamballe, en France.

## Localisation
Ces deux maison sont situées sur le territoire de la commune de Lamballe, 6, 8 rue Saint-Jean, dans le département  des Côtes-d'Armor, en région Bretagne.

## Historique
Les deux maisons sont inscrites partiellement (facades et toitures) au titre des monuments historiques par arrêté du 8 juin 1964.